# 泪丁讹遇
泪丁讹遇，西夏官员，夏崇宗时军事首领，党项族。
泪丁讹遇是辖监军讹勃啰部下。永安二年（1099年）七月，因西夏赤羊川首领赏罗讹乞率部归降宋朝，泪丁讹遇随讹勃啰率千余骑追击，被北宋知环州种朴所败，被宋军所俘。拒绝讹勃啰相劝，不降，于是被囚禁在土室三年。贞观二年（1102年）十月，贿赂宋朝守卫，得以脱逃回夏。因临危不屈，被擢升为监军使，守赤羊川。